# Ming el Despiadado
Ming el Despiadado es un personaje de ficción que apareció en los comics de Flash Gordon en 1934. Desde entonces, ha sido el villano principal de las tiras y de las películas y series de televisión creadas a partir del cómic. Ming es representado como un tirano despiadado que gobierna el planeta Mongo. Fue creado por el dibujante Alex Raymond en 1934 publicado por King Features Syndicate.

## Actores
Dos de los actores que más han destacado en el papel de Ming fueron Charles Middleton a finales de los años treinta del siglo XX y Max von Sydow que lo hizo en la película de 1980, Flash Gordon.